# Qalmuchanbet Qassymow

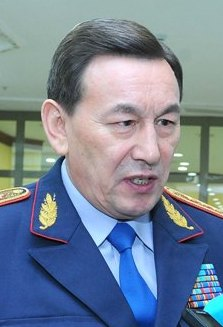
Qalmuchanbet Qassymow, 2018

Qalmuchanbet Nurmuchanbetuly Qassymow (kasachisch Қалмұханбет Нұрмұханбетұлы Қасымов, russisch Калмуханбет Нурмуханбетович Касымов/Kalmuchanbet Nurmuchanbetowitsch Kassymow; * 18. Mai 1957 in Dmitrijewka, Kasachische SSR) ist ein kasachischer Politiker.

## Leben
Qalmuchanbet Qassymow wurde 1957 im Dorf Dmitrijewka (heute: Baisserke) im heutigen Audan Ile im Gebiet Almaty geboren. Er schloss 1979 die Staatliche Kasachische Kirow-Universität in Alma-Ata mit einem Abschluss in Rechtswissenschaft ab.
Seine berufliche Laufbahn begann er bei den Polizeibehörden des Kreises Ili in verschiedenen Positionen, unter anderem als leitender Ermittler, Leiter der Untersuchungsabteilung und stellvertretender Chef der Polizei des Kreises. Zwischen 1988 und 1989 war er stellvertretender Leiter der Abteilung für innere Angelegenheiten der Oblast Almaty und anschließend bis 1992 Leiter der Polizeiabteilung für innere Angelegenheiten der Stadt Kapschagai. Bis 1997 war er Leiter der Kriminalpolizei sowie erster stellvertretender Leiter der Abteilung für innere Angelegenheiten der Oblast Almaty. Von März bis Juli 1997 war Qassymow dann für das Innenministerium Kasachstans tätig. Von Juli 1997 bis Dezember 2003 war er Leiter der Abteilung für innere Angelegenheiten der Stadt Almaty, bevor er bis Juni 2005 Leiter der Polizeibehörden des Gebietes Almaty wurde. Anschließend wurde er stellvertretender Innenminister des Landes und von September 2009 an war er Leiter der Abteilung für innere Angelegenheiten von Ostkasachstan. Seit dem 12. April 2011 ist er kasachischer Innenminister. Ein halbes Jahr später, im Dezember 2011, wurde er zum Generalleutnant befördert. Im Mai 2015 erfolgte die Beförderung zum Generaloberst der Polizei.
Am 12. Februar 2019 wurde Qassymow zum Chef des Sicherheitsrates der Republik Kasachstan ernannt. Am 16. Januar 2020 wurde er zum Leiter des Staatlichen Schutzdienstes des Landes berufen.